# Storheden (naturreservat)
Storheden är ett naturreservat väster om Häradsbygden i Leksands kommun i Dalarnas län.
Området är naturskyddat sedan 2001 och är 4 hektar stort. Reservatet består av ett tallhedsområde.